# Ankama
Ankama è una società con sede in Francia che si occupa principalmente di sviluppo di Massive Multiplayer Online Role Playing Games tra i suoi titoli figurano: (Dofus, Dofus Arena e Wakfu). La società è stata fondata da Anthony Roux, Camille Chafer, e Emmanuel "Manu" Darras.
Ankama Games è una sussidiaria dell'Ankama Group.
Il nome della società proviene dalle iniziali dei nomi dei soci fondatori: ANthony, KAmille, MAnu.

## Storia
- 2001, Nascita dell'Ankama.
- 2003, Ankama Games inizia a sviluppare il suo primo gioco, Dofus. Dofus è stato completamente implementato in Flash, ad ottobre di quest'anno viene resa pubblica la prima beta del gioco.
- 2004, dopo quasi un anno di beta testing, inizia la distribuzione via Internet del gioco e dei primi aggiornamenti.
- 2005, A settembre dofus viene pubblicato ufficialmente. Ankama Editions viene creata per sviluppare un manga ispirato alla serie. Ankama inizia a lavorare su Dofus Arena, il loro secondo gioco.
- 2006, Iniziano i lavori su Wakfu.
- 2007, Dofus-Arena versione 2, al Japan Expo viene presentata l'alfa di Wakfu, Ankama Animation viene costituita per poter creare una serie animata ispirata al gioco.
- 2008 Dofus 2.0 e Dofus Pocket vengono annunciati.
- 2009 Pubblicazione di Dofus 2.0

## Sezioni Ankama
- Ankama Web
- Ankama Games
- Ankama Éditions
- Ankama Animations
- Ankama Products
- Ankama Music
- Ankama Boardgames
- Ankama Movies
- Ankama Productions
- Ank Resto

## Opere Prodotte d'Ankama

### Videogiochi
- Dofus per Windows, macOS e Linux; (2004)
- Dofus Arena per Windows, macOS e Linux; (2010)
- Gobbowl per Windows, macOS e Linux; (2010)
- Islands of Wakfu per Xbox 360; (2011)
- Slage Windows, macOS e Linux; (2011) (abbandonato)
- Krosmaster Arena Windows, Mac OS X e Linux; (2011) (ispirato al gioco da tavolo)
- Wakfu: Les Gardiens per Windows, macOS e Linux; (2011) (server italiano e spagnolo chiusi)
- Wakfu Windows, macOS e Linux; (2012) (server italiano chiuso) [Inglese, Spagnolo, Portoghese, Arabo{non aggiornato}, Tedesco, Francese]
- Fly'n Windows, Mac (2012)
- Kwaan Windows, Mac(Solo con Steam) (2015)
- Krosmaga
- Waven (?)

### App iOS/Android da usufruire assieme ai videogiochi
- Ankama Authenticator iPhone, iPod Touch, iPad (?)

### Giochi da tavolo
- Krosmaster Arena Windows, Mac OS X e Linux; (2011)

### App iOS/Android
- Dofus Battle iOS, Android, Windows Phone; (?)
- Dofus Battle 2 iOS(iPhone, iPad); (?)
- Tactile Wars iOS, Android, Windows Phone 8; (?)
- Striker Arena iOS (?)
- Dofuspocket per iPhone (2009);
- Dofus Pogo; (2015)
- King Tongue;
- Drag'n'Boom; (2017)
- Nindash; (2018)

### Serie TV
- Wakfu è una serie televisiva d'animazione francese di 62 episodi, più 3 Bonus e 3 OVA; (2008)
- Mini Wakfu è una serie televisiva d'animazione francese di 26 episodi più 1 Bonus; (2009)
- Mini Dofus è un cortometraggio d'animazione francese pubblicato come un regalo di Natale da Ankama. (2010)
- Dofus - I Tesori di Kerubim è una serie televisiva d'animazione francese di 52 episodi; (2013)

### Film
- Dofus: Book 1 - Julith è un film d'animazione francese (2016)
- Mutafukaz è un film d'animazione francese (2017)